# The Phil Silvers Show
The Phil Silvers Show, originalmente intitulado You'll Never Get Rich, foi um sitcom estadunidense produzida e exibida pela CBS de 1955 até 1959. A série foi estrelada por Phil Silvers como o sargento Ernest G. Bilko, do Exército dos Estados Unidos. Criada e escrita em grande parte por Nat Hiken, The Phil Silvers Show ganhou três prêmios Emmy consecutivos para Melhor Série de Comédia.
O filme de 1996, Sgt. Bilko, estrelado por Steve Martin, foi baseado na série. 

## Elenco
- Phil Silvers ...	 MSgt. Ernest G. Bilko
- Harvey Lembeck	...	 Cpl. Rocco Barbella
- Paul Ford	...	 Col. John T. Hall
- Allan Melvin[2]	...	 Cpl. Steve Henshaw
- Billy Sands	...	 Pvt. Dino Papparelli
- Maurice Gosfield	...	 Pvt. Duane Doberman
- Herbie Faye	...	 Cpl. Sam Fender
- Bernard Fein	...	 Pvt. Gomez
- Jack Healy	...	 Pvt. Mullen
- Mickey Freeman	...	 Pvt. Fielding Zimmerman
- Maurice Brenner	...	 Pvt. Irving Fleischman
- Karl Lukas	...	 Pvt. Stash Kadowski
- Terry Carter	...	 Pvt. Sugie Sugarman
- Jimmy Little	...	 MSgt. Francis Grover